# Agapostemon
Agapostemon és un gènere d'himenòpters apòcrits de la família dels crabrònids (Crabronidae). És un grup d'abelles bastant comunes, en general de colors metàl·lics verds o blaus. Hi ha aproximadament 45 espècies en l'hemisferi occidental, des del Canadà a l'Argentina. Superficialment s'assemblen a alguns membres de la tribu Augochlorini, moltes de les quals també són metàl·liques verdoses. La majoria són abelles solitàries; solen fer els seus nius a la terra. Algunes espècies mostren el grau més primitiu de socialitat. Tenen nius comunals, on diverses femelles comparteixen l'entrada als seus respectius nius.